# راميرو كورتيس
راميرو كورتيس (بالإنجليزية: Ramiro Cortés)‏ هو ملحن أمريكي، ولد في 25 نوفمبر 1933، وتوفي في 2 يوليو 1984.

## وصلات خارجية
- راميرو كورتيس على موقع ميوزك برينز (الإنجليزية)